# Хедвига фон Гуденсберг
Хедвига фон Гуденсберг (на немски: Hedwig von Gudensberg; Hedwig von Hessen, * 1098; † 1141/1148) от рода на Гизоните, е съпруга на първия ландграф на Тюрингия Лудвиг I (1131 – 1140).

## Биография
Тя е дъщеря и наследник на хесенския граф Гизо IV (* 1070; † 12 март 1122) в Гуденсберг, Долен Хесен, и на Кунигунда фон Билщайн (* 1080; † 1138/1140), дъщеря на граф Ругер II фон Билщайн († 1096) и на фон Гуденсберг († ок. 1066). Сестра е на граф Гизо V († 1137).
През 1110 г. Хедвига се омъжва за Лудвиг I († 1140) от род Лудовинги, син на ландграф Лудвиг Скачащия от Тюрингия (1042 – 1123). През 1123 г. нейната майка Кунигунда се омъжва за Хайнрих Распе I († 1130), братът на съпруга ѝ ландграф Лудвиг I.
През 1131 г. император Лотар III издига Лудвиг I за ландграф на Тюрингия. През 1137 г. Хедвига наследява брат си Гизо V, а през 1140 г. и майка си. Така Лудовингите наследяват огромните владения на Гизоните северно от Марбург, наследствената част на Билщайните южно от Марбург, и цялата собственост на измрелите през 1121 г. графове Вернер, наследени от родителите на Хедвига, като в това число попадат Графство Маден-Гуденсберг и няколко манастира.
Лудвиг I умира на 12 януари 1140 г. Крал Конрад III дава Ландграфство Тюрингия на дванадесетгодишния им син Лудвиг II. До неговото пълнолетие Хедвига управлява като негов регент.
През 1148 г. Хедвига подарява женския манастир Ахнаберг. Скоро от селището изниква крепостеният град Касел, който през следващия век става резиденция на ландграфовете на Хесен.

## Деца
Хедвиг и Лудвиг I имат децата:
- Лудвиг II (* 1128, † 14 октомври 1172), ландграф на Тюрингия
- Хайнрих Распе II (* 1130, † 1155/57), граф на Гуденсберг
- Лудвиг († 1189), граф на Тамсбрюк
- Цецилия (* 1122, † пр. 1177), омъжена за Удалрих II от Моравия, херцог на Оломоуц († 1177)
- Аделаида, абатиса на Айзенах
- Мехтилд, омъжена ок. 1150/1155 г. за маркграф Дитрих фон Бранденбург, граф на Вербен († сл. 1183)
- Юдит (* 1130/1135, † 9 септември сл. 1174), кралица на Бохемия (1158 – 1172), която се омъжва 1153 г. за Владислав II († 1174), крал на Бохемия